# Jinny
Jinny Hahn (de soltera Sandhú; Knightsbridge, Londres, 28 de septiembre de 1987) es una luchadora profesional británica retirada. Es conocida por haber trabajado para la empresa estadounidense WWE, donde se presentó bajo el nombre de Jinny.

## Carrera

### Progress Wrestling (2015-2019)
En enero de 2015 tuvo su primer combate en Progress ENDVR: 8, derrotando a Pollyanna. En ENDVR: 12, Jinny derrotó a Toni Storm. En ENDVR: 15, Jinny derrotó a Leva Bates. En el Capítulo 28, Jinny derrotó a Toni Storm. En el Capítulo 34, Jinny y Marty Scurll derrotaron a Laura Di Matteo y Mark Haskins. En el Capítulo 36, Jinny, Alex Windsor y Dahlia Black derrotaron a Pollyanna, Nixon Newell y Laura Di Matteo. En agosto de 2017, Jinny y Deonna Purrazzo derrotaron a Dahlia Black y Dakota Kai. La noche siguiente, Jinny y Purrazzo fueron derrotados por Kai. En el Capítulo 66, Jinny y Mercedes Martínez derrotaron a Toni Storm y Shazza McKenzie. Jinny y Austin Theory derrotaron a Kay Lee Ray y Will Ospreay en el Capítulo 67. 
En el Capítulo 69, Jinny derrotó a Toni Storm para convertirse en la segunda Campeona Femenina de Progress. Jinny defendió exitosamente el campeonato contra Dakota Kai. El 30 de diciembre, ella perdió el título ante Jordynne Grace.

### Revolution Pro Wrestling (2016–2018)
Jinny como Jinny Couture hizo su debut en Revolution Pro Wrestling en junio de 2016, derrotando a Addy Starr. En 2017, ella derrotó a Veda Scott. Jinny se convirtió en la primera Campeón Femenina Británica de RevPro inaugural después de derrotar a Deonna Purrazzo en la final del Torneo de por el título. Ella defendió con éxito el título contra Millie McKenzie y Bea Priestley. Jinny perdió el título de Jamie Hayter en 2018.

### WWE (2017-2023)
En abril de 2017, Jinny tomó una parte de la WrestleMania 33 Axxess, donde fue derrotada por Toni Storm el día dos y tres del evento. Poco más de un año después, en junio de 2018, se anunció que WWE había firmado un contrato con Jinny. Alrededor de ese tiempo, Jinny fue anunciada como una de las cuatro mujeres que competirían en un Fatal 4-Way Match para determinar la contendiente número uno por el Campeonato Femenino de NXT el día uno del Torneo del Campeonato Británico de la WWE (2018). En el evento, Jinny se lesionó durante la lucha, forzándola a salir de ella y el partido se convirtió más tarde en un Triple Threat Match entre Toni Storm, Killer Kelly e Isla Dawn.
En julio, Jinny participó en el Mae Young Classic de 2018 , donde fue derrotada en la primera ronda por su rival Toni Storm. Poco después de su participación en el Mae Young Classic, Jinny fue anunciada como parte de la lista de mujeres en la recién creada marca NXT UK. Después de una serie de viñetas que promocionaron su debut, Jinny hizo su debut en televisión el 7 de noviembre en el episodio, donde atacó a Dakota Kai por detrás después de perder un combate contra Toni Storm. Jinny luego participaría en un torneo por el Campeonato Femenino del Reino Unido de NXT, donde derrotaría a Millie McKenzie en la primera ronda solo para ser eliminado del torneo por Toni Storm en las semifinales.
El  5 de noviembre, Jinny derrotó a Aleah James, después del combate dio una promo aclarando que es la reina de NXT UK; sin embargo es interrumpida por Piper Niven y la Campeona Femenina de NXT UK, Kay Lee Ray, mismo que las condujo a una triple rivalidad. El feudo siguió el 7 de enero del 2021, donde derrotó a Piper; ganando una oportunidad titular ante Kay Lee el 21 de enero, misma que perdió. El 11 de marzo, Jinny y Joseph Conners fueron derrotados por Piper Niven y Jack Starz en el primer Mixed Tag Team Match en la historia de NXT UK.  Jinny luego comenzaría una rivalidad con Aoife Valkyrie, diciendo que Valkyrie la evitó desde su llegada a NXT UK. En el episodio del 22 de julio de 2021, Jinny aparecería en Supernova Sessions, donde prometió terminar con Valkyrie, y más tarde esa noche, Valkyrie le entregó a Jinny una pluma para indicar que aceptó el desafío. En el episodio del 29 de julio, Jinny derrotó a Valkyrie luego de una distracción de Joseph Conners. Posteriormente se anunció que Jinny se enfrentaría a Valkyrie nuevamente, pero esta vez sería en un combate sin descalificación donde Conners estaba encerrado en una jaula; esta ocasión siendo Aoife la ganadora. La semana siguiente, Jinny afirmó que, aunque perdió el partido, ganó la guerra. En los últimos meses, Jinny desarrolló una breve rivalidad con Amale, y en el episodio del 27 de enero de 2022 de NXT UK, Jinny la derrotó por pinfall, siendo esta su última lucha  como parte del negocio de la lucha libre.
En septiembre de ese mismo año se anunció el final de NXT UK debido a la creación de una expansión que llevaría el nombre de NXT Europe; poco después de los despidos de algunos luchadores de la marca, Jinny fue movida a la sección Alumni de la empresa mientras estaba recuperándose de una lesión, razón por la cual no podía viajar a los Estados Unidos; sin embargo, meses después se mudó junto a su esposo a dicho país. El 14 de enero del 2023, Jinny confirmó mediante sus redes sociales que se retiraba de la lucha libre por la misma lesión que la dejó inactiva por meses.

## Vida personal
Sandhú comenzó a ver la lucha libre profesional cuando ella tenía nueve años. Ella fue influenciada por Jushin Liger, Lita y Trish Stratus.
Sandhú esta casada con el también luchador, Walter Hahn más conocido como Gunther. El 27 de diciembre de 2023 dieron la bienvenida a su primer hijo, un niño.

## Campeonatos y logros
- Pro Wrestling Chaos
  - Maiden Of Chaos Championship (1 vez, actual)[18]

- Progress Wrestling
  - Progress Women's Championship (2 veces)[18]

- Revolution Pro Wrestling
  - RevPro British Women's Championship (1 vez)[4][18]

- South Coast Wrestling
  - South Coast Queen Of The Ring Championship (1 vez, actual)[18]

- Pro Wrestling Illustrated
  - Situada en el Nº45 en el PWI Female 100 en 2019.
  - Situada en el Nº64 en el PWI Female 100 en 2020.
  - Situada en el Nº103 en el PWI Female 150 en 2021